# Ghassem Khan Vali, Sardar Homayoun
Ghassem Khan Vali (en persan :  قاسم خان والی) né à Téhéran en 1874 et mort le 14 août 1933 à Ourmia (en persan : ارومیه).
Il est le fils du gouverneur Ali Khan Vali (persan: علی خان والی) et petit-fils de Mohammad Ghassem Khan Vali (en persan: محمد قاسم خان والی). Militaire de carrière, il occupe des fonctions de gouverneur et de ministre durant les règnes des dynasties Qajar et Pahlavi sous Reza Chah Pahlavi. Il porte le titre militaire de Sardar Homayoun (persan: سردار همايون) et est le premier général de l'armée iranienne issu de l'École Spéciale Militaire de Saint-Cyr (promotion 1893-1895 « de Jeanne d'Arc »).
Il est également le premier maire de la ville de Tabriz.

## Carrière
À l'adolescence, il est envoyé en France pour étudier à l'École Spéciale Militaire de Saint-Cyr. Après son retour en Iran, l'intendant du prince héritier; Amir Nezām Garroussi (persan: امیرنظام گروسی) le convoque en Azerbaïdjan pour lui confier la fonction d'adjudant de Mohamad Ali Mirza, futur Mohammad Ali Shah.
En 1906, il est nommé à la tête de l'armée d'Azerbaïdjan avec le grade de Amir Touman (persan: امیر تومان). Dans cette position il a beaucoup œuvré pour la fondation de la première mairie de Tabriz. En 1913, il est promu responsable de la gendarmerie du royaume (persan: نضمیه) avec le titre de Sardar Homayoun. Plus tard, il occupera successivement les fonctions de gouverneur de Téhéran, directeur de la Brigade Centrale et gouverneur de Arak.
Au moment du renversement de la dynastie Qajar, Sardar Homayoun aurait été incité par les modérés, soutenus par le gouvernement britannique, à briguer le trône (le fait que sa lignée le rattache à la dynastie Qajar) lui donnant une certaine légitimité. Il renonça en premier lieu par respect et loyauté envers Ahmad Shah Qajar mais également par peur pour la sécurité de sa famille et par répugnance à user de la force contre le peuple, seul moyen de maintenir une monarchie. Ce fut Reza Khan qui saisit l'occasion, fondant ainsi la dynastie Pahlavi.
En 1916, il est ministre de la Guerre dans le premier cabinet de Hassan Vossough od-Dowleh (persan: حسن وثوق الدوله). En 1921, après le coup d'état de Reza Khan, Sardar Homayoun Vali reprend la tête de la Brigade cosaque persane.
Il se retire bientôt sur ses terres pour s'y consacrer à leur entretien et à l'écriture. Ses origines aristocratiques l'incitent à croire aux vertus de la discipline et de l'éducation militaire. Il est lié à la famille royale des Qajar par l'intermédiaire de son cousin Doust Mohammad Khan Moayer ol-Mamalek qui est le gendre de Nasseredin Shah.

## Famille
Il a eu cinq filles et deux fils. Ces derniers, Ibrahim et Ali Vali ont servi dans l'armée impériale comme général d'armée sous le règne de Mohammad Reza Pahlavi.
Deux de ses filles Homa et Maryam se sont respectivement mariées avec Ahmad Hossein Adle (ministre à plusieurs reprises sous la dynastie Pahlavi) et Abdollah Momtaz (diplomate).

## Œuvres
En 1908, il devient le premier maire de Tabriz et, en homme tourné vers la modernité, est à l'origine du premier générateur électrique dont il obtient la licence d'exploitation en 1903. Tabriz lui doit également son premier réseau téléphonique. Il importa aussi la première presse d'imprimerie métallique d'Iran et construisit une imprimerie bien équipée qu'il offrira à l'école Loghmanieh (persan: لقمانیه). Il a également joué un rôle primordial dans la construction du premier réseau de tramways de Tabriz tirés par des chevaux. Rappelons que la ville de Tabriz lui est toujours reconnaissante.
En 1921, il fait une proposition au président du Majles, Motamen ol-Molk (persan: موتمن الملک) concernant l'amélioration et la mise en place d'un réseau routier en Iran. Ces propositions sont reprises dans une brochure imprimée à Tabriz et disponible à la librairie du musée et centre de documentation du Majles.

## Photos

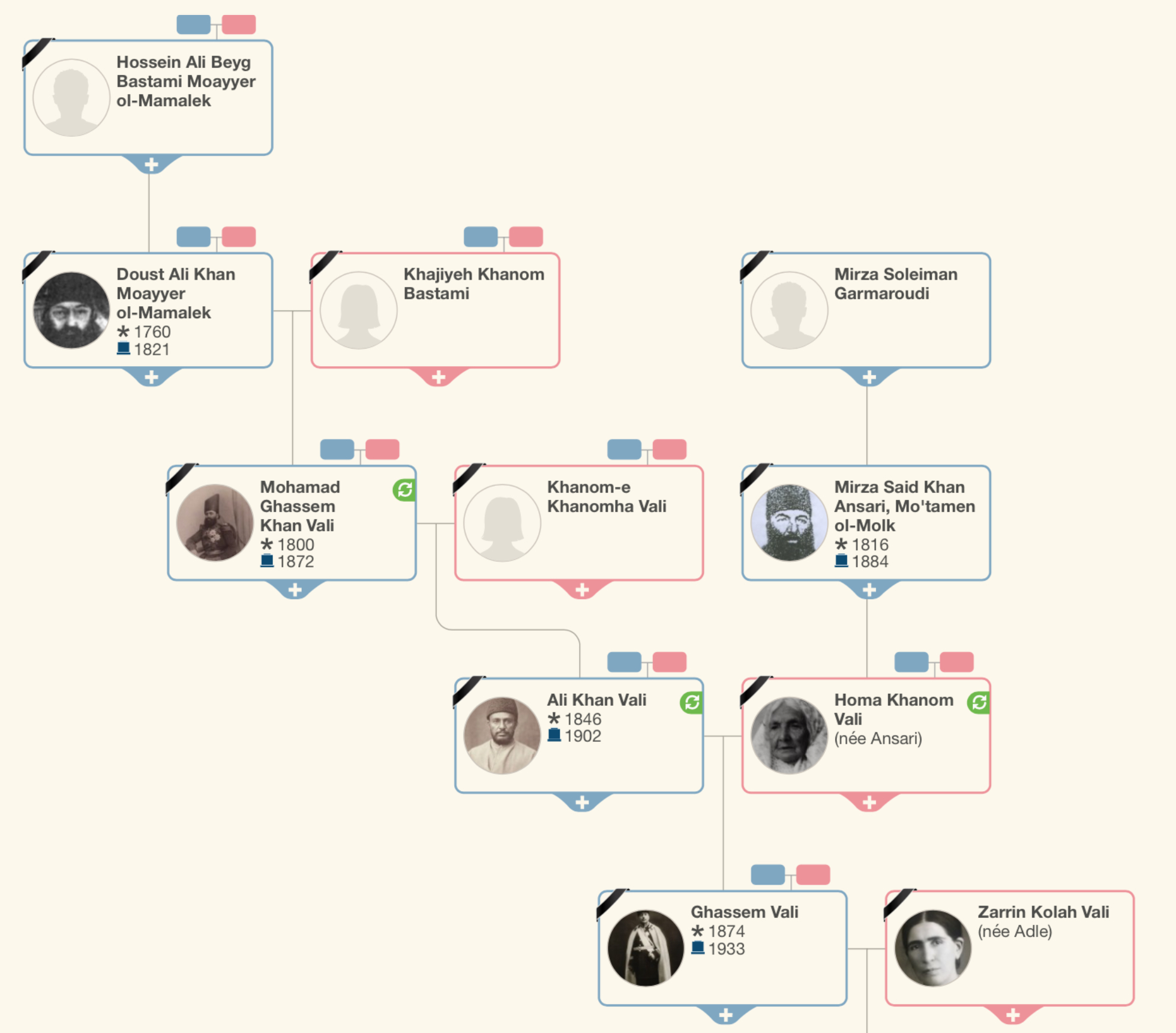
Arbre généalogique de la famille Vali
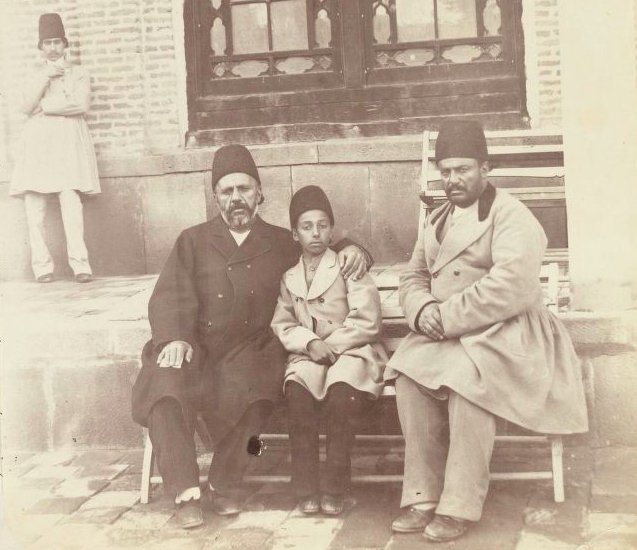
Ghassem enfant avec son père Ali Khan Vali et son grand-père Mohammad Ghassem Khan
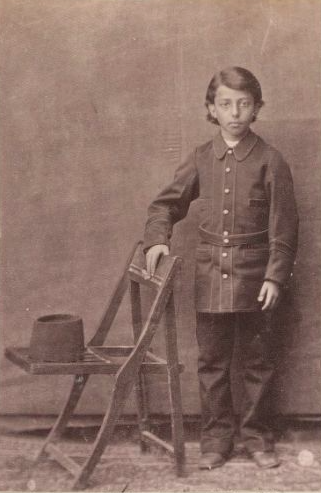
Ghassem, enfant
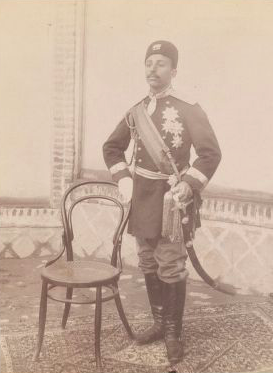
Ghassem, jeune
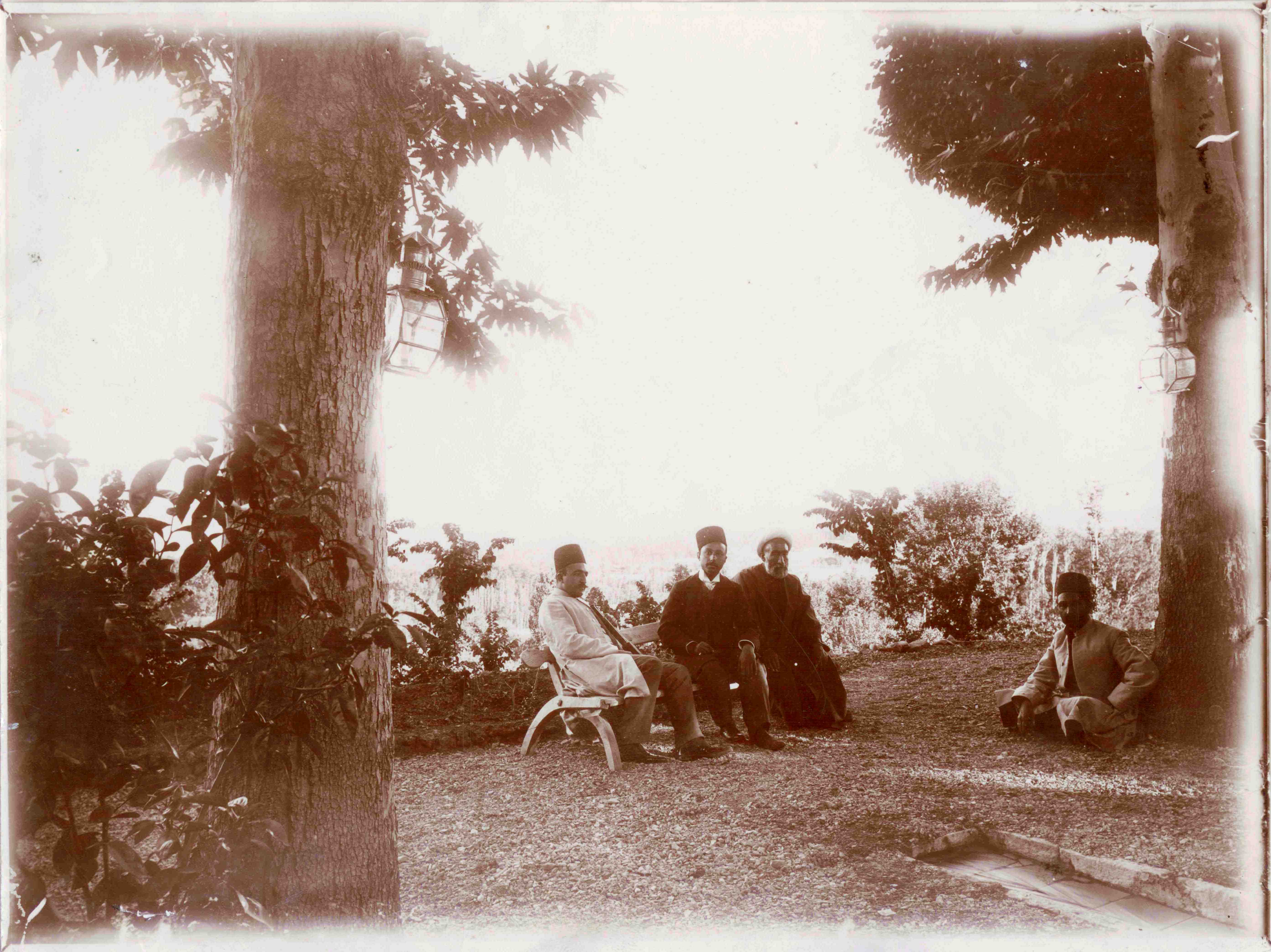
Sardar Homayoun dans sa propriété de Sa'dâbâd
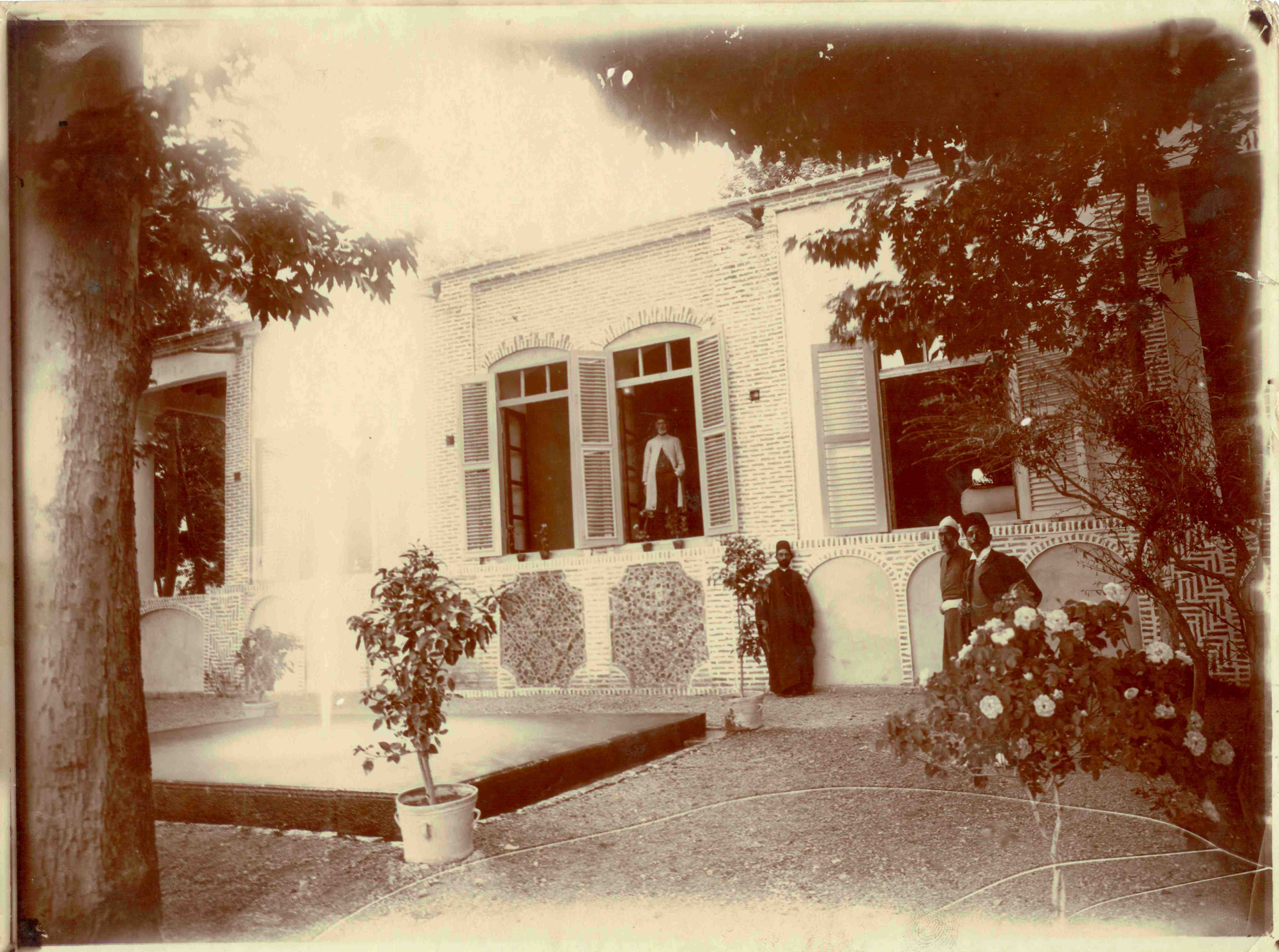
Sardar Homayoun dans sa propriété de Sa'dâbâd
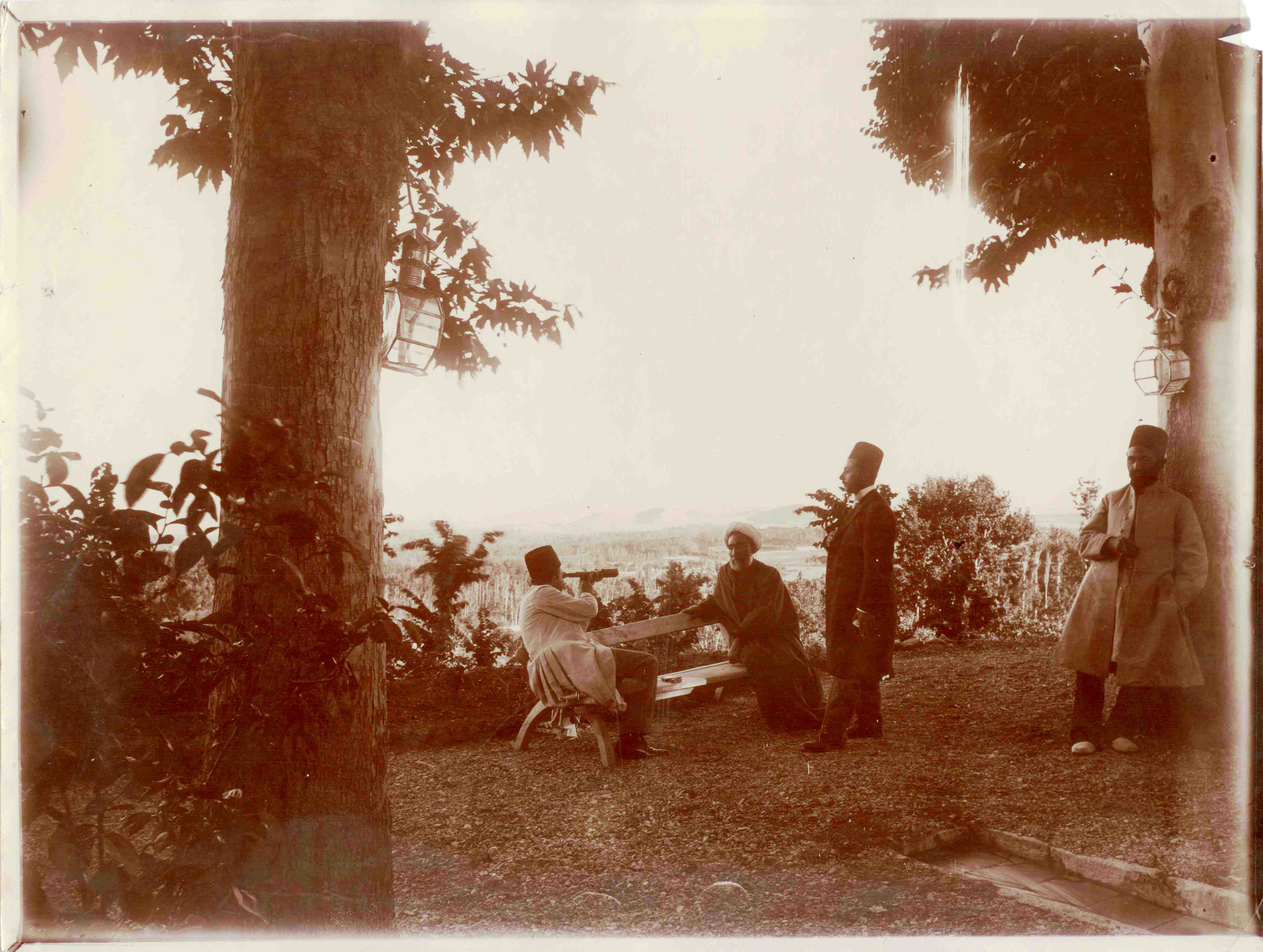
Sardar Homayoun dans sa propriété de Sa'dâbâd
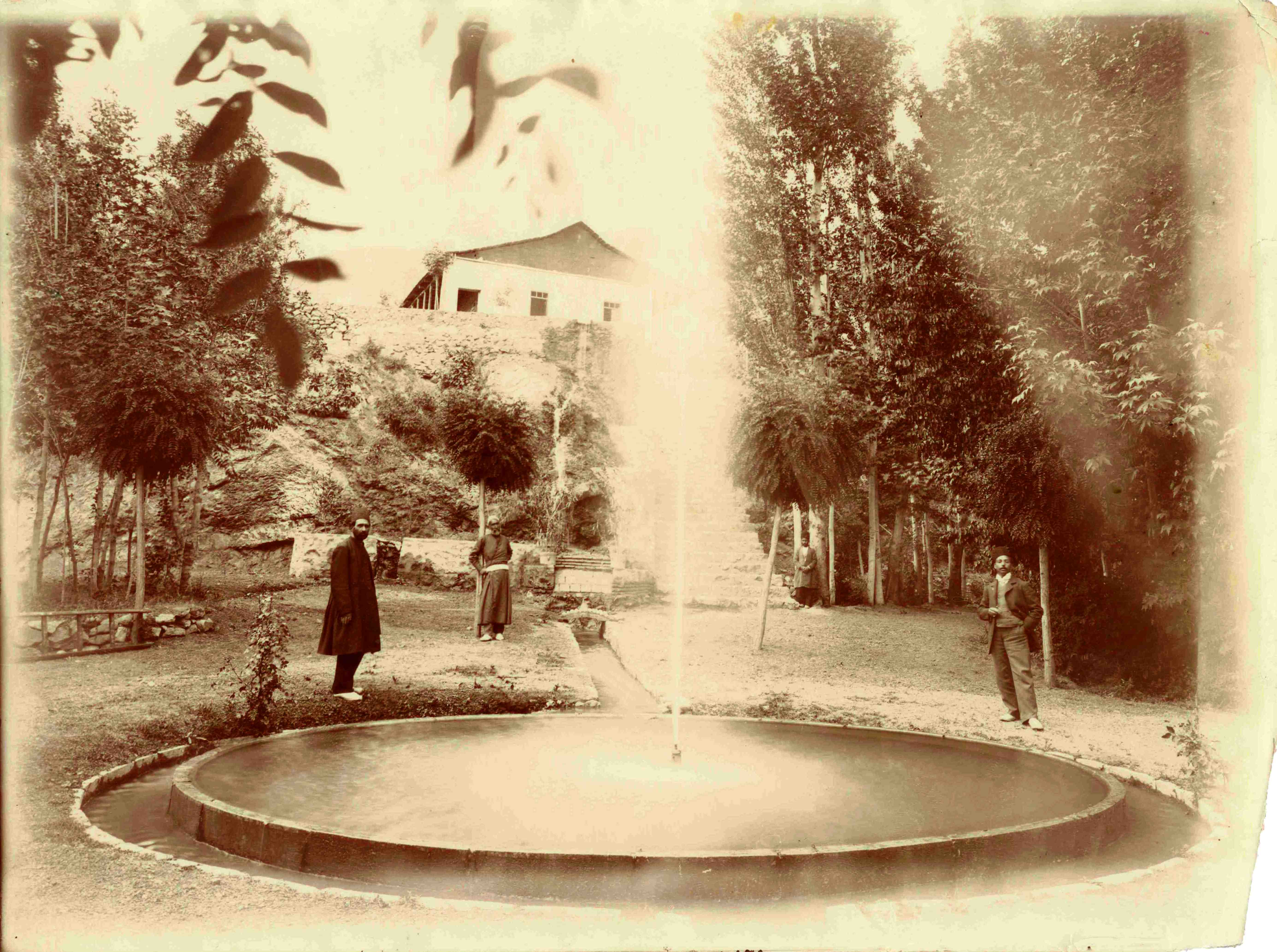
Sardar Homayoun dans sa propriété de Sa'dâbâd
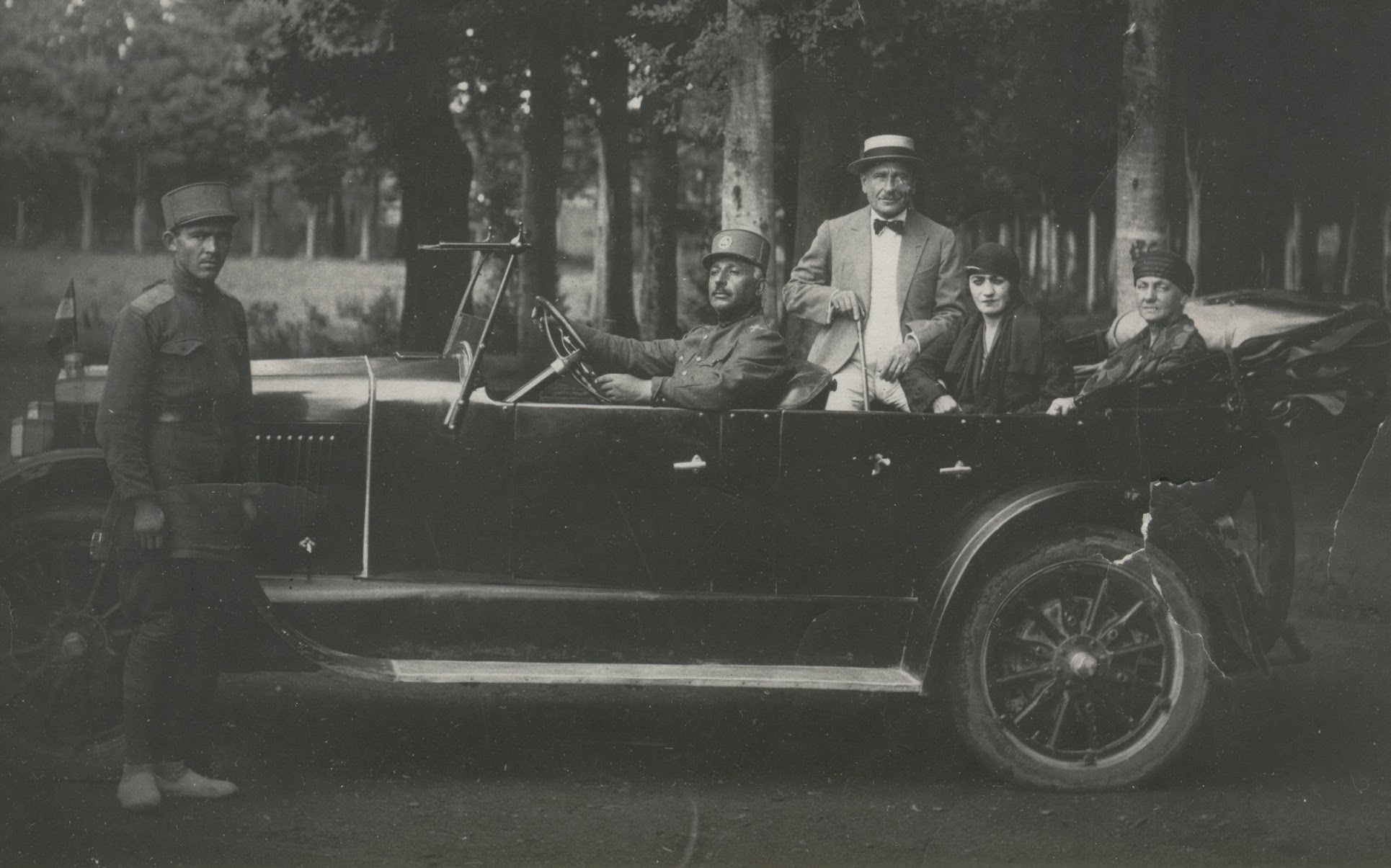
Sardar Homayoun au volant
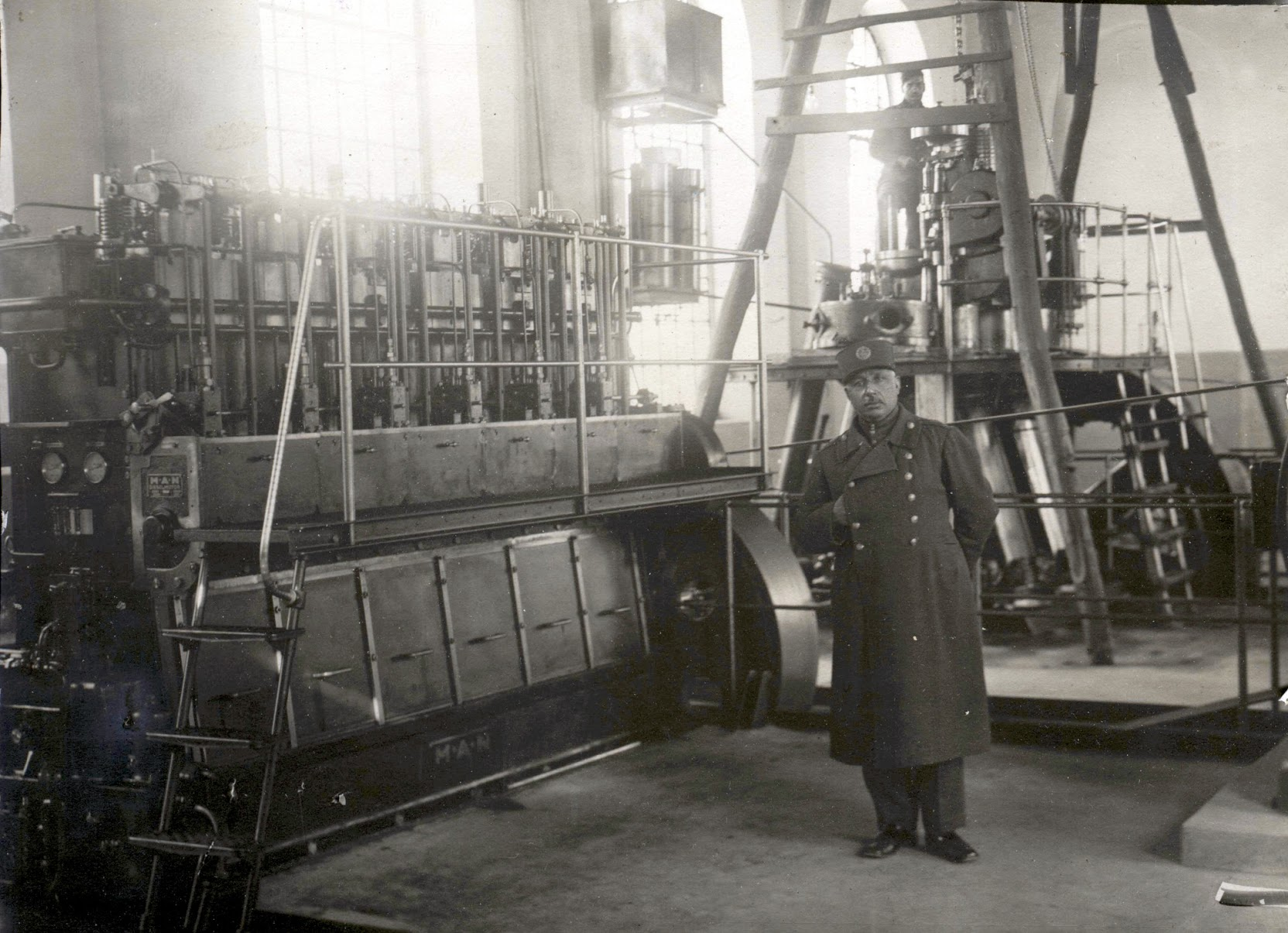
Première usine de production d'électricité à Tabriz
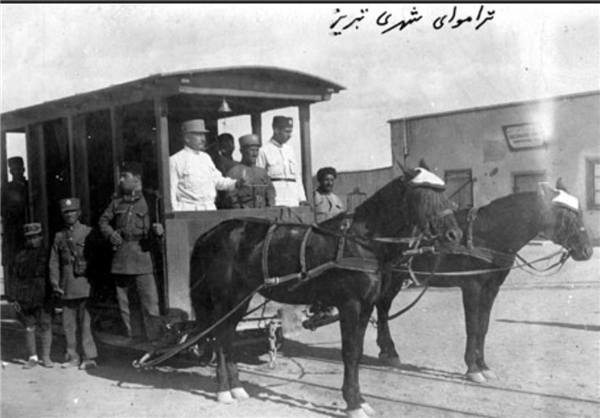
Premier tramway à chevaux de Tabriz